# Université de Reutlingen

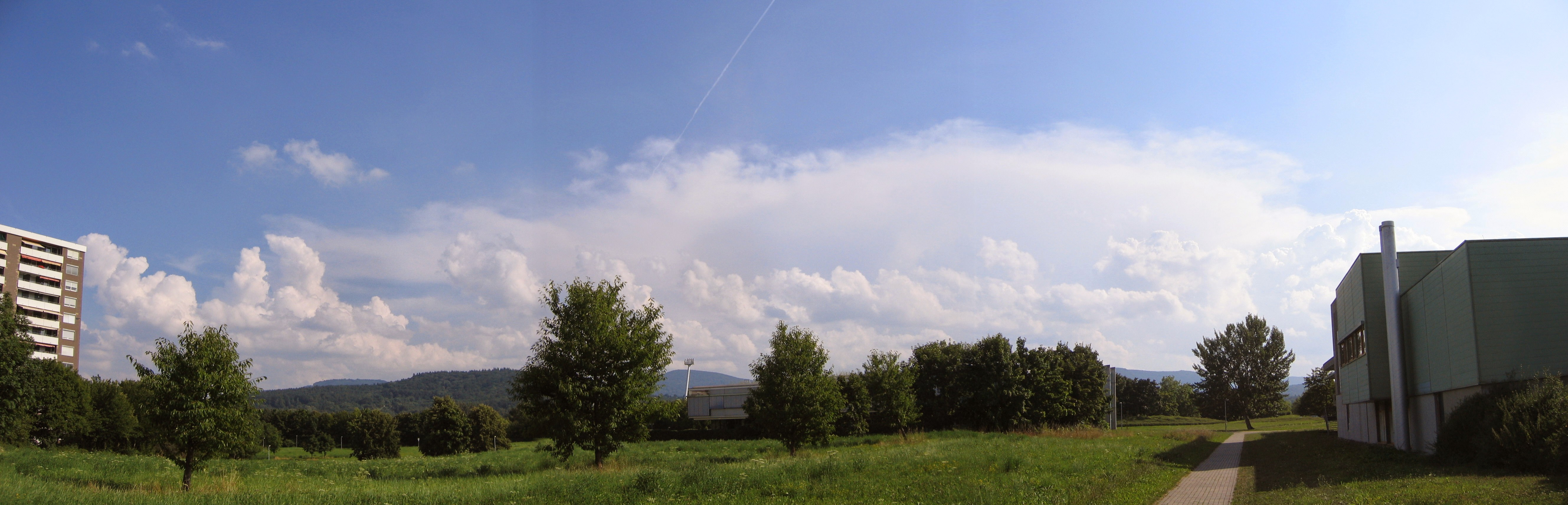
Des bâtiments

L'université de Reutlingen (Hochschule Reutlingen) en Allemagne a été fondée en 1855. Elle était à la base spécialisée dans le textile, car Reutlingen comptait de nombreuses filatures. Aujourd'hui cette université s'est diversifiée avec des écoles dans le domaine du commerce et du management de la production (anciennement ESB, SIB et PM), de l'informatique, de l'ingénierie, la pédagogie (notamment la formation de professeur pour enfants handicapés), du textile, et de la chimie. Son école de mode organise régulièrement des défilés et est très réputée en Allemagne pour ses formations dans le domaine du textile business et textile engineering. L'université de Reutlingen compte plus de 5000 étudiants au total et est très orientée sur les échanges internationaux et sur un enseignement pratique en lien avec les besoins des entreprises.